# Virginie Baby-Collin
Virginie Baby-Collin, née Virginie Baby en 1972, est une géographe française. Ses travaux de géographie sociale portent sur les migrations internationales dont elle est spécialiste.

## Biographie
Virginie Baby est née en 1972. Elle fait ses études de géographie à l'École normale supérieure et à l'université Paris Panthéon-Sorbonne. Elle passe l'agrégation de géographie en 1994 et réalise son mémoire sur « El Alto de La Paz, un bidonville d’altitude au cœur de l’Amérique latine »,. En 2000, elle soutient son doctorat de géographie à l'université de Toulouse-II-Le Mirail avec « Marginaux et citadins. Construire une urbanité métisse en Amérique latine. Étude comparée des villas d’El Alto de La Paz en Bolivie et des barrios de Caracas au Venezuela » sous la direction de Claude Bataillon et Jérôme Monnet. Elle est maîtresse de conférences de 2001 à 2015 de université de Paris-Nanterre puis à l’université d’Aix-Marseille. En 2014, elle passe son habilitation à diriger des recherches à l'université Paris-Nanterre avec « Prendre place ici et là bas. Géographies multi-situées des migrations boliviennes (Argentine, États-Unis, Espagne) ». En 2015, elle devient membre de l'Institut universitaire de France. Elle est professeure de géographie à l’université d’Aix-Marseille.
Elle est membre de plusieurs revues scientifiques et co-rédactrice en chef de Cahiers des Amériques latines.

## Travaux
Les travaux de Viginie Baby-Collin s’intègrent dans le champ de la géographie sociale. 
Ses travaux portent sur les causes, les conséquences des migrations internationales et les politiques publiques qui en découlent. 
Elle s'intéresse notamment à la manière dont les migrations internationales transforment les villes. Elle a étudié plusieurs quartiers populaires de grandes villes, d'abord latino-américaines comme Buenos Aires puis européennes comme Marseille,,.

## Hommage et distinction
- Membre junior à l'IUF en 2005[5] ;
- Chevalière de l'ordre national du Mérite en 2016[10].

## Publications

### Ouvrages
- Virginie Baby-Collin, Sophie Bouffier, Stéphane Mourlane et Patrick Pentsch, Atlas des migrations en Méditerranée: de l'Antiquité à nos jours, Actes Sud, 2021 (ISBN 978-2-330-14501-9)
- Virginie Baby-Collin, Geneviève Cortes, Laurent Faret et Hélène Guétat-Bernard, Migrants des Suds, IRD éd. PULM, coll. « Objectifs Suds », 2009 (ISBN 978-2-7099-1668-4 et 978-2-84269-866-9)
- Virginie Baby-Collin et Farida Souiah, Enfances et jeunesses en migration, Le Cavalier Bleu, 2022 (ISBN 979-10-318-0519-1)
- « 1296 | 2012  Le Mexique dans les migrations internationales », Hommes & migrations, no 1296,‎ 1er mars 2012 (ISSN 1142-852X et 2262-3353, DOI 10.4000/hommesmigrations.1109, lire en ligne, consulté le 25 novembre 2023)
- A.-L. Amilhat-Szary, V. Baby Collin, A.-L. Boyer, P. Gautreau, M. Guibert, M.-G. Lachmann et al., Géopolitique des Amériques, Nathan, coll. « Collection Nouveaux continents », 2022 (ISBN 978-2-09-167480-3)

### Articles
- Élodie Razy et Virginie Baby-Collin, « La famille transnationale dans tous ses états: », Autrepart, vol. n°57-58, no 1,‎ 1er juin 2011, p. 7–22 (ISSN 1278-3986, DOI 10.3917/autr.057.0007, lire en ligne, consulté le 25 novembre 2023)
- Virginie Baby-Collin, Geneviève Cortes et Naïk Miret, « Les migrants andins en Espagne », Mélanges de la Casa de Velázquez. Nouvelle série, nos 39-1,‎ 15 avril 2009, p. 115–140 (ISSN 0076-230X, DOI 10.4000/mcv.505, lire en ligne, consulté le 25 novembre 2023)
- (es) Virginie Baby-Collin et Geneviève Cortes, « Nuevos despliegues del campo migratorio boliviano frente a la crisis / New trends in Bolivian migratory fields in the face of the crisis », Revista CIDOB d'Afers Internacionals, nos 106/107,‎ 2014, p. 61–83 (ISSN 1133-6595, lire en ligne, consulté le 25 novembre 2023)
- Gwenaelle Audren, Virginie Baby-Collin, Élisabeth Dorier, « Quelles mixités dans une ville fragmentée ? Dynamiques locales de l’espace scolaire marseillais. », Lien social et Politiques, Anjou, Québec : Éd. Saint-Martin ; Rennes : Presses de l'EHESP,‎ 2016, p. 38-61 (lire en ligne)
- Gwenaëlle Audren et Virginie Baby-Collin, « Ségrégation socio-spatiale et ethnicisation des territoires scolaires à Marseille », Belgeo. Revue belge de géographie, nos 2-3,‎ 30 septembre 2017 (ISSN 1377-2368, DOI 10.4000/belgeo.18726, lire en ligne, consulté le 25 novembre 2023)
- (en) Polina Palash et Virginie Baby‐Collin, « The other side of need: Reverse economic flows ensuring migrants' transnational social protection », Population, Space and Place, vol. 25, no 5,‎ juillet 2019 (ISSN 1544-8444 et 1544-8452, DOI 10.1002/psp.2219, lire en ligne, consulté le 25 novembre 2023)